# ヒトリエ
ヒトリエ（HITORIE）は、日本のロックバンド。2011年にwowakaを中心に結成、2012年に現名称となり、2014年メジャーデビュー。

## メンバー

### 現メンバー
- シノダ（1985年6月6日（40歳） - ） - Gt. / Vo.
  - 2012年加入。
  - 加入前は"衝動的の人"として、東方自作アレンジなどを投稿する奏者、歌い手、ボカロPとして活動をしていた。
  - ヒトリエでの活動以外にもオリジナル楽曲の頒布活動や[1]、名古屋を中心に活動するJONNYのギタリストとしても活動をしていた[2]。
  - WEBメディア「ミーティア」での漫画連載や[3]、バンドグッズなどのイラストを描くなど[4]、アートワークも得意としている。
  - 2019年、wowaka死去に伴いメインボーカルを引き継ぐ。
  - wowakaの死を受けた後の打ち合わせの場で『ヒトリエのボーカルとして歌う事』をイガラシから提案されるも気が重く懸念を示した。するとその直後、複数の知人からLINEで同様の提案を受ける。さらにその直後、ファミリーマートのクジが10枚中9枚[注 1]ほど当たり、そこで「これはちょっと俺が歌うしかないんかな」と思うに至った[5]。
  - 2023年10月より、47都道府県弾き語りツアー「シノ鉄」を開催[6]。
- イガラシ（1985年6月17日（40歳） - ） - Ba. / Cho.
  - 東方アレンジバンド「石鹸屋」や、岸田教団のヴォーカルであるichigoらとのユニット「JUDGEMENT」でも活動していた[7][8]。
  - ライブのMCで喋ることはほとんど無い。また、wowaka在籍時代はライブで飴を舐めていることがあった（他3人の話が長いからである）。[9]
  - 虹ヶ咲学園スクールアイドル同好会に楽曲を提供するなど[10]、楽曲提供も行う。現在は「忘れらんねえよ」のサポートベーシストも務めている[11]。
- ゆーまお（1988年12月6日（36歳） - ） - Dr. / Cho.
  - 本名は「林 由眞」。[12]以前は「優しくして♪」というバンドでの活動を行っていた[13]。現在はじん（自然の敵P）や堀江晶太、ANCHORが提供した楽曲のレコーディングに参加する他、そらるやりぶ、パスピエ、PEDROといったアーティストのライブでのサポートドラムも務める。
  - 2009年後半からVOCALOIDにはまり、ドラムでの「叩いてみた」動画投稿をニコニコ動画で始める。

### 旧メンバー
- wowaka（1987年11月4日 - 2019年4月5日（31歳没）） - Vo. / Gt.
  - VOCALOIDを使用し音楽を制作しているP（プロデューサー）でもあり、ヒトリエの元リーダー[14]。ヒトリエの楽曲の作詞作曲も担当していた。
  - VOCALOIDのプロデューサー名でもある別名義は「現実逃避P」。これは、2009年5月11日、初音ミクのオリジナル曲『グレーゾーンにて。』で動画初投稿した際の説明欄に「現実逃避って、いいよね！」と書いたことがきっかけである[15]。ヒトリエ結成前に「wowaka」に統一した。
  - 2019年4月5日、急性心不全のため死去[16]。

## 略歴
2011年
インターネットを通してwowakaを中心に、イガラシ、ゆーまおでヒトリエの前身となる「ひとりアトリエ」を結成。
2012年
イガラシとゆーまおの知り合いであったシノダに声がかかり、Skypeでのやり取りを経て、シノダが加入となった。4人で「ヒトリエ」として本格的に活動を開始。
12月、ライブ活動・製作期間を経て、コミックマーケット83（C83）にて、自主製作ミニアルバム『ルームシック・ガールズエスケープ』を頒布。
2013年
4月、自主製作EP『non-fiction four e.p.』を発表。自主制作ながら約1万枚のセールスを記録した。4月、5月には初のワンマンライブ「hitori-escape」を東京で開催。
10月、11月に行われるワンマンライブ「hitori-escape:11.4 -非日常渋谷篇-」のチケット完売を受け、自身のワンマンライブとしては初のUstream、ニコニコ生放送での同時生放送ライブ「hitorie-scape -日常渋谷編-」が行われた。
11月4日、渋谷eggmanにてワンマンライブ「hitori-escape:11.4 -非日常渋谷篇-」を実施。同日、ソニー・ミュージックグループ傘下に自主レーベル「非日常レコーズ」を立ち上げてのメジャーデビューを発表。
2014年
1月22日、メジャー1stシングル『センスレス・ワンダー』をリリースし、各地ラジオ局のパワープレイを獲得。FM802のヘヴィー・ローテーションにも選出。
2月19日、1stミニアルバム『イマジナリー・モノフィクション』リリース。
4月、東名阪ワンマンツアー「マネキン・イン・ザ・パーク」を開催。東京・恵比寿LIQUIDROOMを含む全会場SOLD OUT。「ROCK IN JAPAN FESTIVAL 2014」、「WORLD HAPPINESS 2014」、「RISING SUN ROCK FESTIVAL 2014 in EZO」など各地ロックフェスにも多数出演し、全国の音楽ファンからより一層支持を受ける存在となる。
11月26日、初のフルアルバム『WONDER and WONDER』をリリース。12月より全国12箇所を周るワンマンツアー「WONDER and WANDER」を開催。東京・赤坂BLITZをSOLD OUT。
2015年
7月1日、2ndミニアルバム『モノクロノ・エントランス』をリリース。同月、 東名阪クラブクアトロワンマンツアー「トーキーダンスと赤い靴」及び、仙台追加公演を開催。各地SOLD OUT。
10月2日、自分たちの敬愛するアーティストを迎えて開催するツーマン公演「bAnd」を立ち上げ、vol.1にZAZEN BOYSを迎え下北沢ガーデンで行う。 
11月4日、2枚目となるシングル『シャッタードール』と、インディーズ時代に自主制作した２タイトルをまとめたリイッシューアルバム『ルームシック・ガールズエスケープ／non-fiction four e.p.』をリリース。
11月26日、「bAnd」vol.2 にMO’SOME TONEBENDERSを迎え下北沢ガーデンで開催。
2016年
1月27日、 TVアニメ「ディバインゲート」のオープニングテーマとなる3rdシングル『ワンミーツハー』をリリース。初のTVアニメタイアップとなる。 
2月18日、「bAnd」vol.3をthe band apartを迎え下北沢ガーデンで行う。
2月24日には2nd フルアルバム『DEEPER』をリリースし、3月から全国14箇所を周るワンマンツアー「one-Me Tour “DEEP/SEEK”」を実施。ツアーファイナルを新木場STUDIO COASTで開催し大盛況のうちに終了。 
7月15日、「bAnd」vol.4をTHE BACK HORNを迎え下北沢ガーデンで行う。
8月8日、1st LIVE DVD & Blu-ray『one-Me Tour “DEEP/SEEK” at STUDIO COAST』の特別先行大音響シアター上映会を新宿ピカデリーにて開催。
9月9日、メンバーがそれぞれキュレーターを務め縁のあるアーティストを迎えて実施するライブイベント「nexUs」を立ち上げ、シノダのキュレーションでベッド・インを迎え、下北沢ガーデンでvol.1を開催。
10月13日、「nexUs」vol.2をイガラシのキュレーションでぼくのりりっくのぼうよみを迎え、代官山UNITで開催。
11月1日より、全国5会場を周るワンマンツアー「HITORI-[E]SCAPE 2016 tour "5"」を実施。
12月、1年で2枚目のフルアルバムとなる、3rdフルアルバム『IKI』をリリース。リリースを記念したトーク＆サイン会イベントが東名阪にて開催。
2017年
1月27日より、全国20か所を周る「全国ワンマンツアー2017 "IKI"」を開催。
9月11日、「nexUs」vol.3を、ゆーまおがパスピエを迎えて恵比寿LIQUIDROOMで開催。
10月22日、ヒトリエとしては初めて、wowaka名義で初音ミクを用いて制作された『アンノウン・マザーグース』のセルフカバー・シングルが先行配信された。
11月1日より、バンド初の試みとして、東名阪2daysずつの公演を、Day1を“omote”・Day2を“ura”をテーマとして「HITORI-ESCAPE “2×3”TOUR」と題して実施。
12月6日、ミニアルバム『ai/SOlate』をリリース。初回盤は、2016年のツアーファイナルをCD収録時間MAXの80分収録した、ライブアルバムとの2枚組でリリースされた。
2018年
1月17日、「nexUs」vol.4 を、wowakaがUNISON SQUARE GARDENを迎えて、赤坂BLITZで開催。
1月28日より、全国10ヶ所を巡る「ヒトリエUNKNOWN-TOUR 2018 “Loveless”」を実施。ツアー追加公演として、初の海外ライブとなる台湾、上海での公演を開催、大盛況のうちに終了させた。
7月8日より、全国8都市を巡る主催ツーマン企画「nexUs TOUR 2018」を開催。
10月4日より、初の海外ツアー「HITORI-ESCAPE in CHINA “RED HOT POT TOUR”」を実施。
11月28日、 TVアニメ『BORUTO-ボルト-NARUTO NEXT GENERATION』のEDテーマとなる、4thシングル 『ポラリス』をリリース。
2019年
1月21日から27日まで、下北沢ERAを貸し切り「HITORI-ESCAPE 2019 -超非日常下北沢七日間篇-」を開催。
2月27日、4thフルアルバム『HOWLS』をリリース。
3月1日より、アルバムリリースツアー「ヒトリエ TOUR 2019 "Coyote Howling" 」を実施。
4月5日、wowakaが急性心不全のため死去。享年31歳。行われていた全国ツアーは全て中止、イベントへの出演はキャンセルとなった。
6月1日、wowakaの追悼イベント「wowaka追悼 於 新木場STUDIO COAST」が全国ツアーの最終公演が予定されていた、東京・新木場STUDIO COASTにて行われた。2017年に行われた全国ツアー「IKI」のライブ映像が流されたほか、メンバーがステージに上がり、シノダがボーカルを務める形で追悼ライブを敢行した。『アンノウン・マザーグース』では「wowakaより愛を込めて」の言葉と共に披露された。
9月3日より、全国ツアー「HITORI-ESCAPE TOUR 2019」を開催し、ライブ活動を展開。以降のライブから本格的にシノダがボーカルを務める。
2020年
8月19日、初のベストアルバム『4』をリリース。「ヒトリエBEST ALBUM RELEASE TOUR “4”」全21公演を予定していたが中止となり、 振替公演として有料生配信ライブ「ヒトリエBEST ALBUM RELEASE 生配信ライブ“4”」を実施。
12月7日、新体制初となるデジタルシングル『curved edge』をリリース。同日夜にリリース記念無料生配信ライブ「HITORI-ESCAPE 2020」を実施。
2021年
2月17日、シノダがボーカルを務める3人体制初となる、5thフルアルバム『REAMP』をリリース。シノダが全曲の作詞を、イガラシとゆーまおを含めた3人がそれぞれ作曲を務めた10曲が収録された。
4月21日より、全16ヶ所を巡る「ヒトリエ Amplified Tour 2021」を実施。
6月2日、 5thシングル『3分29秒』が、TVアニメ「86ーエイティシックスー」オープニングテーマ曲に起用。
2022年
1月26日、デジタルシングルとして『ステレオジュブナイル』をリリース。
2月8日より、全国ツアー「HITORI-ESCAPE TOUR 2022」を実施。
5月25日、6thシングル『風、花』が、TVアニメ「ダンス・ダンス・ダンスール」エンディングテーマ曲に起用。
6月22日、6thフルアルバム『PHARMACY』をリリース。
7月16日より、リリースツアー「Summer flight tour 2022」を実施。ツアーファイナルをZepp Hanedaにて開催。
12月2日、ヒトリエ初のインディーズアルバム『ルームシック・ガールズエスケープ』のリリース10周年を記念した、ワンマンライブ「10年後のルームシック・ガールズエスケープ」を渋谷 CLUB QUATTROにて開催。
2023年
3月10日より、「10年後のルームシック・ガールズエスケープ TOUR」として全国8カ所9公演で開催。
11月8日より、全国13カ所15公演のツアー「HITORI-ESCAPE TOUR 2023」を開催。同日、『ジャガーノート』が配信リリース。
2024年
1月22日、デビュー10周年を記念し、3人体制でデビュー曲を再収録したシングル『10年後のセンスレス・ワンダー』をリリースした。本作にはスリーピースで録音した［ReREC］とデビュー時の楽器構成で録音し、ボーカルにwowakaの声を使った［Original REC 2024 Mix］の2曲が収録された。
1月23日と24日、 「HITORI-ESCAPE 2024 ～10-NEN-SAI～」を開催。 初日は“赤”、2日目は“青”をイメージし、過去にリリースした楽曲や未発表の新曲を2日間まったく異なるセットリストで披露した。同日、 キャリア初となる東京・日比谷公園大音楽堂でのワンマンの開催が決定された。
4月7日より、メジャーデビュー10周年を記念した全国ツアー「HITORI-ESCAPE TOUR 2024 10-NEN-SAI 」を実施。
4月15日、TVアニメ 「無職転生 II ～異世界行ったら本気だす～」第2クールオープニングテーマ として起用された、『オン・ザ・フロントライン』を配信リリース。
4月26日、YouTubeチャンネル「THE FIRST TAKE」にて『アンノウン・マザーグース』を演奏。
5月8日、YouTubeチャンネル「THE FIRST TAKE」に2度目の出演。『オン・ザ・フロントライン』を演奏。
5月11日、 wowakaのボカロ曲初投稿から15年、ヒトリエのメジャーデビュー10周年、wowakaの死去から5年の節目として、『wowaka歌詞集』がKADOKAWAより刊行。米津玄師をはじめ、 親交の深いアーティストからの寄稿文や、未発表楽曲『NOTOK』が収録された。
6月5日、 両A面シングル「オン・ザ・フロントライン / センスレス・ワンダー[ReREC]」をリリース。 wowakaを含む4人がそれぞれ作曲した楽曲を収めた内容となった。
9月15日、 デビュー10周年記念ライブ「HITORI-ESCAPE 2024 10-NEN-SAI～日比谷超絶野音～」開催。キャリア初となる東京・日比谷公園大音楽堂でのワンマンの開催で、SOLD OUTとなった。
11月27日、8thシングル『NOTOK』を発売。タイトル曲はwowakaが生前に録音したボーカルデータに、他のメンバーが演奏した音源を加えてトラックを完成させた曲となっている。
2025年
1月22日、7thフルアルバム『Friend Chord』をメジャーデビュー10周年を記念してリリース。
3月16日より、アルバムツアー「Freaky Friendship Tour 2025」を開催。

## エピソード
- wowakaのTwitter（現X）のアイコンにも使用されている、女の子のイラスト「ヒトリエちゃん」が公式グッズでたびたび登場し、バンドのアイコンとなっている[101]。「ヒトリエちゃん」は、ヒトリエの楽曲に出てくる少女や女の子の総称として用いられることもある[102]。
- 6thフルアルバム『PHARMACY』のジャケットの猫に合わせ、シノダデザインの「ファーマシー猫」がマスコットキャラクターとしてグッズ化している[103]。

## ミュージックビデオ
| 監督          | 曲名 |
| ------------- | --- |
| 清水康彦      | 「るらるら」 「アンチテーゼ・ジャンクガール」(出演:小川あん) 「センスレス・ワンダー」                                                                   |
| 島田大介      | 「インパーフェクション」 「フユノ」 |
| 田辺秀伸      | 「カラノワレモノ[ReREC]」 「ワンミーツハー」 「SLEEPWALK」 「目眩」 「curved edge」 「YUBIKIRI」 「イメージ」 「ハイゲイン」 「3分29秒」 「ゲノゲノゲ」 |
| 永戸鉄也      | 「5カウントハロー」 |
| 山口保幸      | 「シャッタードール」 「トーキーダンス」(出演:琉花) |
| 池田圭        | 「ポラリス」 「青」 |
| WideWireWorks | 「モンタージュガール」 「SisterJudy」 「アレとコレと、女の子」 「泡色の街」                                                                             |
| 脇坂侑希      | 「コヨーテエンゴースト」「ステレオジュブナイル」 |
| 柿本ケンサク  | 「リトルクライベイビー」 |
| INPINE        | 「風、花」 |
| 村上俊        | 「ジャガーノート」 「オン・ザ・フロントライン」 「ネバーアンダースタンド」                                                                              |
| FUDEPEN       | 「センスレス・ワンダー[REREC]」 「NOTOK」 |
| 西槇太一      | 「Selfy charm」 「NOTOK(Album version)」 |
| UKYO Inada    | 「サブリミナル・ワンステップ」 「カラノワレモノ」 |

## タイアップ一覧
| 使用年 | 曲名                         | タイアップ                                                                        |
| ------ | ---------------------------- | --------------------------------------------------------------------------------- |
| 2014年 | アンチテーゼ・ジャンクガール | TOKYO FM『RADIO DRAGON』2月度エンディングテーマ                                   |
| 2014年 | インパーフェクション         | テレビ東京系『ゴッドタン』12月期エンディングテーマ                                |
| 2016年 | ワンミーツハー               | テレビアニメ『ディバインゲート』オープニングテーマ                                |
| 2018年 | 絶対的                       | 九州朝日放送『V3』1月度エンディングテーマ                                         |
| 2018年 | ポラリス                     | テレビ東京系アニメ『BORUTO-ボルト- NARUTO NEXT GENERATIONS』エンディングテーマ    |
| 2021年 | 3分29秒                      | テレビアニメ『86-エイティシックス-』第1クールオープニングテーマ                   |
| 2022年 | 風、花                       | 毎日放送・TBS系アニメ『ダンス・ダンス・ダンスール』エンディングテーマ             |
| 2024年 | オン・ザ・フロントライン     | テレビアニメ『無職転生 II 〜異世界行ったら本気だす〜』第2クールオープニングテーマ |
| 2025年 | ジャガーノート               | メ～テレ『おぎやはぎのハピキャン』1月度エンディングテーマ                         |

## 主なライブ

### 主催ライブ・ツアー
| 日程            | 日程                | タイトル                                                             | 備考 |
| --------------- | ------------------- | -------------------------------------------------------------------- | --- |
| 2012年          | 12月08日            | ヒトリエ presents「その少女、おひとりさま」                          | w/あらいやかしこ/オソルルベカラズ                                                                                                |
| 2013年          | 04月28日            | hitori-escape                                                        | |
| 2013年          | 05月05日            | hitori-escape+                                                       | |
| 2013年          | 10月13日            | hitori-escape -日常渋谷篇-                                           | |
| 2013年          | 11月04日            | hitori-escape:11.4 -非日常渋谷篇-                                    | |
| 2013年          | 12月19日            | ヒトリエ企画『その少女、大凶作』                                     | w/大凶作 |
| 2014年          | 04月06日 - 04月18日 | ヒトリエ2014年東名阪ワンマンツアー 「マネキン・イン・ザ・パーク」    | |
| 2014年          | 06月21日            | 下北沢ヒトリエ企画「その少女、豚乙女」                               | w/豚乙女 |
| 2014年          | 09月26日 - 10月09日 | ヒトリエ東名阪2マン企画 オフタリサマデ漂流ツアー                     | w/THE NAMPA BOYS/ハルカトミユキ/快速東京                                                                                         |
| 2014年          | 11月03日            | ヒトリエパレード～決戦は月曜日!～                                    | |
| 2014年          | 12月01日            | 『WONDER and WONDER』発売記念インストアライブ                        | |
| 2014年 - 2015年 | 12月05日 - 01月17日 | ヒトリエ 全国ワンマンツアー 2014/15『WONDER and WANDER』             | |
| 2015年          | 07月17日 - 07月26日 | 東名阪クアトロツアー2015「トーキーダンスと赤い靴」                   | |
| 2015年          | 07月20日            | 東名阪クアトロツアー2015 追加公演 in 仙台「トーキーダンスと赤い靴+」 | |
| 2015年          | 10月02日            | ヒトリエ主催ツーマン公演「bAnd」vol.1                                | w/ZAZEN BOYS |
| 2015年          | 11月20日            | ヒトリエSpecialLIVE2015 ～真昼のヒトリエ劇場～                       | |
| 2015年          | 11月26日            | ヒトリエ主催ツーマン公演「bAnd」vol.2                                | w/MO'SOME TONEBENDER |
| 2016年          | 02月18日            | ヒトリエ主催ツーマン公演「bAnd」vol.3                                | w/the band apart |
| 2016年          | 03月09日 - 04月29日 | ヒトリエ 全国ワンマンツアー 2016 『one-Me Tour "DEEP/SEEK"』         | |
| 2016年          | 07月15日            | ヒトリエ主催ツーマン公演「bAnd」vol.4                                | w/THE BACK HORN |
| 2016年          | 09月09日            | ヒトリエ主催ツーマン公演「nexUs」vol.1                               | w/ベッド・イン |
| 2016年          | 10月13日            | ヒトリエ主催ツーマン公演「nexUs」vol.2                               | w/ぼくのりりっくのぼうよみ |
| 2016年          | 11月01日 - 12月01日 | HITORI-[E]SCAPE 2016 tour “5”                                        | |
| 2017年          | 01月27日 - 05月07日 | ヒトリエ 全国ワンマンツアー2017 "IKI"                                | |
| 2017年          | 09月11日            | ヒトリエ主催ツーマン公演『nexUs』vol.3                               | w/パスピエ |
| 2017年          | 11月01日 - 11月30日 | HITORI-ESCAPE “2×3”TOUR                                              | |
| 2018年          | 01月17日            | ヒトリエ主催ツーマン公演『nexUs』vol.4                               | w/ UNISON SQUARE GARDEN |
| 2018年          | 01月28日 - 03月25日 | ヒトリエ UNKNOWN-TOUR 2018 “Loveless”                                | |
| 2018年          | 04月14日 - 04月21日 | ヒトリエ UNKNOWN-TOUR 2018 “Loveless”追加公演                        | 台北・上海公演 |
| 2018年          | 07月08日 - 12月28日 | nexUs TOUR 2018                                                      | w/androp, go!go!vanillas, FIVE NEW OLD, a flood of circle, フレデリック, バズマザーズ, ビレッジマンズストア, THE ORAL CIGARETTES |
| 2018年          | 10月04日 - 10月07日 | HITORI-ESCAPE in CHINA "RED HOT POT TOUR"                            | 中国ツアー |
| 2019年          | 01月21日 - 01月27日 | HITORI-ESCAPE 2019 -超非日常下北沢七日間篇-                          | 01月27日のワンマンはwowakaのインフルエンザ発症のため、02月14日に延期。                                                           |
| 2019年          | 03月01日 - 06月01日 | ヒトリエ TOUR 2019 "Coyote Howling"                                  | 04月06日以降の日程の中止。 |
| 2019年          | 06月01日            | wowaka追悼 於 新木場STUDIO COAST                                     | |
| 2019年          | 09月03日 - 11月18日 | HITORI-ESCAPE TOUR 2019                                              | |
| 2020年          | 01月22日            | HITORI-ATELIER LIVE Vol.1                                            | |
| 2020年          | 02月09日 - 02月16日 | HITORI-ESCAPE TOUR 19/20 全公演中止                                  | 台北、上海、北京公演 |
| 2020年          | 05月01日 - 07月10日 | ヒトリエ BEST ALBUM RELEASE TOUR "4" 全公演中止                      | |
| 2020年          | 10月05日            | ヒトリエ BEST ALBUM RELEASE 生配信ライブ “4”                         | |
| 2021年          | 04月21日 - 07月07日 | ヒトリエ Amplified Tour 2021                                         | |
| 2022年          | 01月22日            | HITORI-ESCAPE 2022ーYOKOHAMA 8ー                                     | |
| 2022年          | 02月08日 - 06月14日 | HITORI-ESCAPE TOUR 2022                                              | |
| 2022年          | 07月16日 - 09月22日 | ヒトリエ Summer flight tour 2022                                     | |
| 2022年          | 12月02日            | 10年後のルームシック・ガールズエスケープ                             | |
| 2023年          | 01月23日            | HITORI-ESCAPE 2023 SHIMOKITA 9                                       | |
| 2023年          | 03月10日 - 04月28日 | 10年後のルームシック・ガールズエスケープ TOUR                        | |
| 2023年          | 08月28日            | HITORI-ATELIER LIVE Vol.3 〜ZANSYO-MI-MAI 〜                         | |
| 2023年          | 11月08日 - 12月24日 | HITORI-ESCAPE TOUR 2023                                              | |
| 2024年          | 01月23日 - 01月24日 | HITORI-ESCAPE 2024 〜10-NEN-SAI〜                                    | |
| 2024年          | 02月29日            | シノダ vs ヒトリエ                                                   | |
| 2024年          | 04月07日 - 07月15日 | HITORI-ESCAPE TOUR 2024 10-NEN-SAI                                   | |
| 2024年          | 04月20日 - 08月21日 | HITORIE 10-NEN-SAI "Versus Series"                                   | w/キタニタツヤ, 秋山黄色, THE KEBABS                                                                                             |
| 2024年          | 09月01日            | HITORI-ESCAPE TOUR 2024 10-NEN-SAI〜EXTRA STAGE in OKINAWA〜         | |
| 2024年          | 09月15日            | HITORI-ESCAPE 2024 10-NEN-SAI〜日比谷超絶野音〜                      | |
| 2024年          | 09月19日 - 10月06日 | HITORI-ESCAPE “ASIA" TOUR 2024 10-NEN-SAI                            | 中国、韓国公演 |
| 2025年          | 01月11日 - 01月19日 | HITORIE 10-NEN-SAI FINALE TOUR                                       | |
| 2025年          | 03月16日 - 06月22日 | Freaky Friendship Tour 2025                                          | |
| 2025年          | 05月24日 ‐08月03日  | Freaky Friendship Tour 2025 -Asia Tour-                              | 广州、深圳、武汉、成都、北京、上海、 ソウル、台北公演                                                                            |

### 出演イベント
- 2012年08月27日 - Tears of Today TOUR 2012 @TOKYO
- 2012年10月17日 - C面組 PRESENTS 「バラエティボム　有形ランペイジ～レコ発の陣～」
- 2012年11月10日 - Tears of Today TOUR
- 2013年01月12日 - 第15回「ドキ生R vol.1」
- 2013年06月23日 - TOKYO BOOTLEG CIRCUIT'13
- 2013年06月26日 - HtML Hack! the MusicLive 岸田教団&THE 明星ロケッツ × ヒトリエ
- 2013年07月21日 - JerryFish -Clips- JerryFish × ヒトリエ
- 2013年08月24日 - Tears of Today TOUR 2013
- 2013年10月10日 - la la larks × UNCHAIN presents Autumn Colors ～ララサンチェイン～
- 2013年11月30日 - 西日が強い2013
- 2013年12月01日 - TEARS OF TODAY BRAINI-AX
- 2013年12月06日 - Rhythmic Toy World presents「いつやるの?って今しかないじゃんねツアー 大阪編」
- 2013年12月30日 - COUNTDOWN JAPAN 13/14
- 2014年01月25日 - CBA×GARDEN presents「JUNK ROYALE Vol.4」
- 2014年02月10日 - FM802「RADIO ∞ INFINITY」Presents「LIVE ∞ INFINITY(九)」
- 2014年02月15日 - カフカ「『Rebirth』Release Tour『2036年宇宙の旅』～出発編～」
- 2014年02月16日・19日・20日 - THREE LIGHTS DOWN KINGS「LiVERTY TOUR 2014」
- 2014年03月02日 - CBA×GARDEN presents「JUNK ROYALE Vol.6」
- 2014年03月04日 - 共鳴振動
- 2014年03月14日 - Challe Rock Festival 2014 ～NEXT DOOR～
- 2014年03月15日 - HAPPY JACK 2014
- 2014年03月20日 - 高知X-pt.ライブイベント
- 2014年03月21日 - SANUKI ROCK COLOSSEUM～BUSTA CUP 5th round～
- 2014年03月23日 - OTOEMON FESTA 2014
- 2014年03月27日 - KEYTALK SPRING TOUR 2014
- 2014年04月23日 - uP!!!NEXT VOL.7
- 2014年04月04日 - Niigata Rainbow ROCK Market 2014
- 2014年05月09日 - LIVE BURGER vol.10
- 2014年05月15日 - テスラは泣かない。「Lie to myself」RELEASE LIVE【LIE TO YOURSELF】
- 2014年05月31日 - OTODAMA'14～ヤングライオン編～
- 2014年06月08日 - SAKAE SP-RING 2014
- 2014年06月15日 - しめりけエクスプロージョン
- 2014年06月22日 - コンテンポラリーな生活ライブツアー『23歳のポップソング』
- 2014年07月02日 - ピエール中野「ピエール中野 47都道府県ドラムを叩いてまわるツアー 2014」
- 2014年07月17日 - GLICO LIVE "NEXT"
- 2014年08月09日 - ROCK IN JAPAN FESTIVAL 2014
- 2014年08月10日 - WORLD HAPPINESS 2014
- 2014年08月15日 - RISING SUN ROCK FESTIVAL 2014 in EZO
- 2014年09月09日 - BLUE ENCOUNT presents LIVER'S HIGH vol.1
- 2014年09月10日 - さよなら、また今度ね presents「先輩あざーす!‐大阪編‐」
- 2014年09月22日 - rockin’on presents JAPAN’S NEXT vol.4
- 2014年10月04日 - MEGA★ROCKS 2014
- 2014年10月11日 - MINAMI WHEEL 2014
- 2014年10月12日 - DIVING ROCK 2014 in KANAZAWA
- 2014年10月14日 - スペースシャワー列伝 100巻記念公演 第105巻 詞球の宴
- 2014年11月03日 - 専門学校東京ビジュアルアーツ 学園祭
- 2014年11月07日 - ARAYAJAPAN Presents "イッチーのマジカルアドベンチャー"
- 2014年11月19日 - J-WAVE TOKYO REAL-EYES "LIVE SUPERNOVA"vol.97
- 2014年11月24日 - グッドモーニングアメリカ企画フェス「あっ、良いライブここにあります。2014」
- 2014年12月28日 - FM802 ROCK FESTIVAL RADIO CRAZY 2014
- 2014年12月31日 - COUNTDOWN JAPAN 14/15
- 2015年02月13日 - ROCKのススメ Vol.2
- 2015年03月13日 - SAKANAMON ～オフタリサマデ、アリが対バン!～
- 2015年03月14日 - HAPPY JACK 2015
- 2015年03月15日 - LIVE SHUFFLE! 2015
- 2015年03月17日 - 音祭 2015 in KAGOSHIMA
- 2015年03月20日 - 音祭 2015 in FUKUOKA
- 2015年03月21日 - Rakuten kobo presents MUSIC CUBE 15
- 2015年03月22日 - SANUKI ROCK COLOSSEUM 2015
- 2015年03月28日 - そうだ!LOTSへ行こう!!
- 2015年04月25日 - ARABAKI ROCK FEST.15
- 2015年05月05日 - VIVA LA ROCK 2015
- 2015年05月15日 - LIVE DRAGON vol.12 ～50×50～
- 2015年05月28日 - HOT STUFF presents TUMBLING DICE 3～ダイスをころがせ～
- 2015年05月29日 - geek sleep sheep「tour geeks 2015」
- 2015年05月31日 - 04 Limited Sazabys「CAVU tour 2015」
- 2015年06月03日・04日 - THE ORAL CIGARETTES 唇対バン TOUR 2015～ORALの恩返しと異種格闘わがままよくばりの巻～
- 2015年06月06日 - SAKAE SP-RING 2015
- 2015年06月07日 - テスラは泣かない。「ONE」release tour "国境線上で唄う"
- 2015年06月18日 - UNLIMITS presents.「FEELING STONES TOUR」
- 2015年06月28日 - OTOSATA Rock Festival 2015
- 2015年08月08日 - ROCK IN JAPAN FESTIVAL 2015
- 2015年08月23日 - TREASURE05X  2015 ～a great faith～ ～crossing to the future～
- 2015年08月25日 - RADIO BERRY ベリテンライブ2015 ～HEAVEN'S ROCK Utsunomiya VJ-2～
- 2015年09月06日 - OTODAMA'15～音泉魂～
- 2015年09月21日 - 東京カランコロン ワンマソフェス2015～大阪出張編～
- 2015年09月30日 - Wienners presents NEW COMING TOUR
- 2015年10月03日 - MEGA☆ROCKS 2015
- 2015年10月09日 - THREE LIGHTS DOWN KINGS ～ちょっと早めのグロリアスデイズ2MAN TOUR～
- 2015年10月10日 - MINAMI WHEEL 2015
- 2015年10月11日 - DIVING ROCK 2015 in KANAZAWA
- 2015年10月31日 - ドキ生R 2015
- 2015年11月02日 - phatmans after school 対バンツアー2015 ～歌ッテ踊ッテ騒ガナイトツアー～
- 2015年11月11日 - GLICO LIVE "NEXT" SPECIAL!
- 2015年12月07日〜11日 -「√3 TOUR」vol.1
- 2015年12月21日 - Wienners presents みずいろときいろ TOUR
- 2015年12月31日 - COUNTDOWN JAPAN 15/16
- 2016年01月30日 - FABLED NUMBER presents 大阪 響の陣 DIE ON ROCK FES
- 2016年02月07日 - でらロックフェスティバル 2016
- 2016年03月18日 - テスラは泣かない。presents「High noble MATCH!in KAGOSHIMA vol.3」
- 2016年03月19日 - HAPPY JACK 2016
- 2016年03月20日 - MUSIC CUBE 16
- 2016年03月21日 - Rolling Rocks Revolution vol.1
- 2016年03月28日 - テスラは泣かない。 presents High noble MATCH! in TOKYO #3
- 2016年04月06日 - BLUE ENCOUNT 「TOUR2016 THANKS ～チケットとっとってっていっとったのになんでとっとらんかったとっていっとっと～」
- 2016年05月04日 - JAPAN JAM BEACH 2016
- 2016年05月19日・20日 - 「√3 TOUR」vol.2
- 2016年05月20日 - √3TOUR vol.2×SENDAI 69 FRONT
- 2016年05月26日 - √3TOUR vol.2 supported by 大ナナイト
- 2016年06月19日 - ザ・チャレンジ 10番勝負 2016 ～第5戦 ザ・チャレンジ vs ヒトリエ〜
- 2016年06月21日・28 - CまでNight❤️ワンツースリー
- 2016年07月09日 - Lyu:Lyu presents INCIDENT619
- 2016年08月14日 - ROCK IN JAPAN FESTIVAL 2016
- 2016年08月22日 - TREASURE05X 2016 -LIGHTNING EMPIRE-
- 2016年09月04日 - JA共済 Presents RADIO BERRY ベリテンライブ2016 Special
- 2016年09月16日 - TOKYO CALLING2016
- 2016年10月01日 - J 2016 LIVE <10 days of GLORY -10 Counts for Destruction->
- 2016年10月09日 - MINAMI WHEEL 2016
- 2016年10月10日 - MIX UP!! nifty35
- 2016年10月23日 - 尚美学園大学「尚美祭」
- 2016年10月28日 - a flood of circle「A FLOOD OF CIRCUS大巡業 2016」
- 2016年11月04日、05日 -TOUR “11” L.A.P
- 2016年10月28日、11月09日 - Brian the Sun Tour 2016「Maybe」
- 2016年10月23日 - アルカラ こ・れ・で・も・か！！TOUR 2016 -東名阪-
- 2016年12月10日～18日 - 首謀者：空想委員会 「大歌の改新」第三期
- 2016年12月16日 - バズマザーズ presents Two Man SHOW vs. ヒトリエ
- 2016年12月31日 - COUNTDOWN JAPAN 16/17
- 2017年01月22～02月22日 - √3 TOUR Vol.3
- 2017年03月18日 - AIR Presents LIVE SHUFFLE ! 2017
- 2017年03月19日 - HAPPY JACK 2017
- 2017年03月20日 - SANUKI ROCK COLOSSEUM
- 2017年04月29日 - ARABAKI ROCK FEST.17
- 2017年05月05日 - JAPAN JAM 2017
- 2017年05月28日 - ガンホーフェスティバル2017
- 2017年06月04日 - SAKAE SP-RING 2017
- 2017年06月25日 - NEKOFES 2017 くだけねこロックフェスティバル
- 2017年07月22日 - MURO FESTIVAL 2017
- 2017年09月10日 - 夏の魔物2017 in KAWASAKI
- 2017年10月07日 - MINAMI WHEEL 2017
- 2017年10月14日 - No Maps ROCK DIVERSITY
- 2017年10月27日、28日 - 忘れらんねえよ 主催 ツレ伝ツアー 2017
- 2017年12月17日 - バズマザーズ presents TWO MAN SHOW
- 2017年12月24日 - MERRY ROCK PARADE 2017
- 2017年12月29日 - COUNTDOWN JAPAN 17/18
- 2018年05月13日 - CONNECT 歌舞伎町 MUSIC FESTIVAL 2018
- 2018年06月17日 - さユり 2マンツアー『月と越境』
- 2018年06月19日、20日 - Rhythmic Toy World「SHOOTING TOUR」
- 2018年06月23日、24日 - 感覚ピエロ KKP TOUR またイかせてもらいます!!47都道府県全国津々ムラ×2!! デリバリー感覚ピエロ!!～チェンジだなんて言わせない～
- 2018年07月22日 - MURO FESTIVAL 2018
- 2018年08月20日 - ONIGAWARA ISLAND〜鬼ヶ島リゾート2マンツアー2018〜
- 2018年09月17日 - TOKYO CALLING 2018
- 2018年11月03日 - しゅうニャンフェス2018
- 2018年11月25日 - 空想委員会 大歌の改新 祭り編 ～盛岡事変～
- 2018年12月26日 - BARIYOKA ROCK 2018
- 2018年12月31日 - COUNTDOWN JAPAN 18/19
- 2019年01月13日 - バックドロップシンデレラ 本気だしてウンザウンザを踊るツアー
- 2019年02月01日 - 空きっ腹に酒 会場限定シングル「泥.ep」リリースツアー
- 2019年02月10日 - 大ナナイト～高崎clubFLEEZ 15th ANNIVERSARY～
- 2019年04月28日 - ARABAKI ROCK FEST.19※出演キャンセル
- 2019年06月13日 - ビレッジマンズストア村立15周年記念御礼参り「聖地巡礼行脚」～ツーマン編～※出演キャンセル
- 2019年09月08日 - OTODAMA'18-'19　～音泉魂～
- 2019年12月31日 - COUNTDOWN JAPAN 19/20
- 2020年04月09日 - UNISON SQUARE GARDEN「fun time HOLIDAY 8」※中止
- 2020年04月09日 - ARABAKI ROCK FEST.20※中止
- 2020年12月31日 - COUNTDOWN JAPAN 20/21※中止
- 2021年04月03日 - THE KEBABS  激突〜燃えよ七人〜
- 2021年04月23日 - 忘れらんねえよ「ソーシャルディスタンスなツレ伝」
- 2021年09月20日 - WILD BUNCH FEST. 2021※中止
- 2022年01月27日 - LEGO BIG MORL “Thanks Giving” vol.15
- 2022年04月16日 - 感覚ピエロ 「ピリオドは踊る」リリースツアー
- 2022年04月17日 - cinema staff presents “OOPARTS 2022”
- 2022年07月24日 - MURO FESTIVAL 2022
- 2022年08月20日 - TREASURE05X 2022
- 2022年09月17日 - WILD BUNCH FEST. 2022
- 2022年10月22日 - ⼤阪城夢祭 〜LIVE GUMBO PARK〜 「Band On The Run!」
- 2022年11月20日 - MiMiNOKOROCK Special Edition 2022 in 東京
- 2023年01月16日～26日 - cinema staff x ヒトリエ SPLIT TOUR "Versus Feedback"
- 2023年02月25日 - ホ。フェス’23
- 2023年03月07日 - yutori 2MAN TOUR「今しか鳴らせない音を」
- 2023年03月12日 - キタニタツヤ TATSUYA KITANI Presents "Hugs Vol.5 Tour”
- 2023年05月16日 - ライブナタリー “ヒトリエ × THE NOVEMBERS”
- 2023年07月23日 - MURO FESTIVAL 2023
- 2023年10月01日 - ASO ROCK FESTIVAL FIRE 2023
- 2023年12月12日 - オメでたい頭でなにより 東名阪クアトロ2マンツアー「対寿祭」
- 2024年03月23日 - 「SANUKI ROCK COLOSSEUM 2024」
- 2024年04月13日 - cinema staff presents “OOPARTS 2024”
- 2024年04月27日 - ARABAKI ROCK FEST.24
- 2024年05月17日 - 西湖音乐节
- 2024年06月26日 - PEDRO 2MAN TOUR「浪漫乾杯会」
- 2024年07月26日、8月11日 - 音羽-otoha- presents『ロック・ヒーローに花束を』
- 2024年08月17日 - RISING SUN ROCK FESTIVAL 2024 in EZO
- 2024年08月20日 - TREASURE05X 2024
- 2024年08月29日 - O-Crest 20th anniversary
- 2024年10月09日 - 「長命工夫長命做」2024秋季巡演
- 2024年11月30日 - 須田景凪 presents "MINGLE" DAY1 合縁
- 2024年12月16日 - PREMIUM EVENT LOFT PROJECT presents『ENDSCAPE vol.40』
- 2025年4月12日 - cinema staff presents OOPARTS 2025
- 2025年4月22日 - NELKE 1st ANNIVERSARY EVENT 『GACHI』
- 2025年5月13日 - O-Crest pre.「Unique Monster」2man live
- 2025年6月28日 - 忘れらんねえよ主催 ツレ伝 100th Anniversary ツレ伝フェス2025
- 2025年7月27日 - MURO FESTIVAL 2025
- 2025年7月30日 - Alaska Jam Tour 2025